# Estradiol (dược phẩm)
Estradiol (E2) là một dược phẩm và hormone steroid tự nhiên. Nó là một estrogen và được sử dụng chủ yếu trong liệu pháp hormone mãn kinh và để điều trị nồng độ hormone giới tính thấp ở phụ nữ. Nó cũng được sử dụng trong kiểm soát sinh sản nội tiết tố cho phụ nữ, trong liệu pháp hormone cho phụ nữ chuyển giới và điều trị các bệnh ung thư nhạy cảm với nội tiết tố như ung thư tuyến tiền liệt ở nam giới và ung thư vú ở phụ nữ. Estradiol có thể được uống bằng miệng, giữ và hòa tan dưới lưỡi, dưới dạng gel hoặc miếng dán được bôi lên da, qua âm đạo, bằng cách tiêm vào cơ hoặc mỡ, hoặc thông qua việc sử dụng mô cấy được đặt vào mỡ, và các đường khác.
Tác dụng phụ của estradiol ở phụ nữ bao gồm đau vú, giãn nở vú, đau đầu, giữ nước và buồn nôn ở những người khác. Đàn ông và trẻ em tiếp xúc với estradiol có thể phát triển các triệu chứng nữ tính hóa, chẳng hạn như phát triển vú và mô hình phân bố chất béo nữ tính, và nam giới cũng có thể gặp phải mức độ testosterone thấp và vô sinh. Estradiol có thể làm tăng nguy cơ tăng sản nội mạc tử cung và ung thư nội mạc tử cung ở những phụ nữ có tử cung còn nguyên vẹn nếu không dùng chung với proestogen như progesterone. Sự kết hợp của estradiol với progestin, mặc dù không phải với progesterone đường uống, có thể làm tăng nguy cơ ung thư vú. Estradiol không nên được sử dụng ở những phụ nữ đang mang thai hoặc cho con bú hoặc bị ung thư vú, trong số những chống chỉ định khác.
Estradiol là một estrogen tự nhiên và bioidentical, hoặc một chất chủ vận của thụ thể estrogen, các đích sinh học của estrogen như estradiol nội sinh. Do hoạt động estrogen của nó, estradiol có tác dụng kháng gonadotropic và có thể ức chế khả năng sinh sản và ức chế sản xuất hormone giới tính ở cả phụ nữ và nam giới. Estradiol khác với estrogen không sinh học như estrogen liên hợp và ethinylestradiol theo nhiều cách khác nhau, với hàm ý về khả năng dung nạp và an toàn.
Estradiol được phát hiện vào năm 1933. Nó trở nên có sẵn như là một loại thuốc cùng năm, ở dạng tiêm được gọi là estradiol benzoate. Các hình thức hữu ích hơn bằng miệng, estradiol valerate và estradiol micronized, đã được giới thiệu vào những năm 1960 và 1970 và tăng sự phổ biến của nó bằng con đường này. Estradiol cũng được sử dụng như khác các tiền chất, như estradiol cypionate. Các estrogen liên quan như ethinylestradiol, là loại estrogen phổ biến nhất trong thuốc tránh thai và estrogen liên hợp (tên thương hiệu Premarin), được sử dụng trong liệu pháp hormone mãn kinh, cũng được sử dụng làm thuốc. Năm 2016, estradiol là loại thuốc được kê đơn nhiều thứ 59 tại Hoa Kỳ, với hơn 13 triệu đơn thuốc.

## Sử dụng trong y tế

### Liệu pháp hormon

#### Mãn kinh
Estradiol được sử dụng trong liệu pháp hormone mãn kinh để ngăn ngừa và điều trị các triệu chứng mãn kinh từ trung bình đến nặng như bốc hỏa, khô âm đạo và teo da, và loãng xương (mất xương). Như một liệu pháp estrogen không mấy khó khăn (sử dụng estrogen một mình mà không progesterone) làm tăng nguy cơ tăng sản nội mạc tử cung và ung thư nội mạc tử cung ở phụ nữ với nguyên vẹn tử cung, estradiol thường kết hợp với một progestogen như progesterone hoặc medroxyprogesterone axetat để ngăn chặn những tác động của estradiol trên nội mạc tử cung. Điều này là không cần thiết nếu người phụ nữ đã trải qua phẫu thuật cắt tử cung (phẫu thuật cắt bỏ tử cung). Một phân tích tổng hợp năm 2017 cho thấy estradiol không có tác dụng đối với các triệu chứng trầm cảm ở phụ nữ quanh và sau mãn kinh.

#### Suy sinh dục
Estrogen chịu trách nhiệm trung gian dậy thì ở nữ và ở những bé gái chậm dậy thì do suy sinh dục (tuyến sinh dục hoạt động thấp, có thể dẫn đến nồng độ hormone giới tính thấp) như hội chứng Turner, estradiol được sử dụng để gây ra sự phát triển và duy trì các đặc điểm sinh dục thứ cấp của phụ nữ như ngực, hông rộng và phân bố mỡ ở phụ nữ. Nó cũng được sử dụng để khôi phục nồng độ estradiol ở phụ nữ tiền mãn kinh trưởng thành bị suy sinh dục, ví dụ những người bị suy buồng trứng sớm hoặc đã trải qua phẫu thuật cắt bỏ buồng trứng. Nó được sử dụng để điều trị cho phụ nữ bị suy sinh dục do suy tuyến yên là tốt.

#### Phụ nữ chuyển giới
Estradiol được sử dụng như một phần của liệu pháp hormone nữ tính cho phụ nữ chuyển giới. Thuốc được sử dụng với liều lượng cao hơn trước khi phẫu thuật xác định lại giới tính hoặc cắt bỏ tinh hoàn để giúp ức chế nồng độ testosterone; sau thủ thuật này, estradiol tiếp tục được sử dụng ở liều thấp hơn để duy trì nồng độ estradiol trong phạm vi nữ tiền mãn kinh bình thường.

### Kiểm soát sinh đẻ
Mặc dù hầu hết tất cả các biện pháp tránh thai đường uống kết hợp đều chứa estrogen ethinylestradiol tổng hợp, estradiol tự nhiên cũng được sử dụng trong một số biện pháp tránh thai nội tiết tố, bao gồm cả thuốc tránh thai có chứa estradiol và thuốc tránh thai kết hợp. Nó được xây dựng kết hợp với một progestin như dienogest, nomegestrol axetat, hoặc medroxyprogesterone acetate, và thường được sử dụng trong các hình thức của một tiền chất este như valerate estradiol hoặc estradiol cypionate. Biện pháp tránh thai nội tiết tố chứa progestin và/hoặc estrogen và ngăn chặn sự rụng trứng và do đó khả năng mang thai bằng cách ức chế sự bài tiết của gonadotropins hormone kích thích nang (FSH) và luteinizing hormone (LH), mà đỉnh cao là vào khoảng giữa của chu kỳ kinh nguyệt gây rụng trứng xảy ra.

### Ung thư nội tiết

#### Ung thư tuyến tiền liệt
Estradiol được sử dụng như một hình thức trị liệu estrogen liều cao để điều trị ung thư tuyến tiền liệt và có hiệu quả tương tự như các phương pháp điều trị khác như điều trị bằng androgen với thiến và antiandrogens. Nó được sử dụng dưới dạng các sản phẩm estradiol được tiêm lâu dài như polyestradiol phosphate, estradiol valerate, và estradiol undecylate, và gần đây cũng được đánh giá ở dạng miếng dán estradiol. Estrogen có hiệu quả trong điều trị ung thư tuyến tiền liệt bằng cách ức chế nồng độ testosterone vào phạm vi thiến, tăng mức độ globulin liên kết với hormone giới tính (SHBG) và do đó làm giảm tỷ lệ testosterone tự do, và cũng có thể thông qua tác dụng gây độc tế bào trực tiếp lên tế bào ung thư tuyến tiền liệt. Tiêm estradiol phần lớn không có tác dụng phụ về tim mạch khi sử dụng liều cao estrogen tổng hợp như diethylstilbestrol ad ethinylestradiol đã được sử dụng trước đây. Ngoài ra, estrogen có thể có lợi thế liên quan đến thiến về các cơn bốc hỏa, sở thích và chức năng tình dục, loãng xương, chức năng nhận thức và chất lượng cuộc sống. Tuy nhiên, các tác dụng phụ như gynecomastia và nữ tính nói chung có thể khó dung nạp và không thể chấp nhận được đối với nhiều người đàn ông.

#### Ung thư vú
Liệu pháp estrogen liều cao có hiệu quả trong điều trị khoảng 35% trường hợp ung thư vú ở phụ nữ ít nhất 5   mãn kinh và có hiệu quả tương đương với liệu pháp khángestrogen với các thuốc như bộ điều chế thụ thể estrogen chọn lọc (SERM) tamoxifen. Mặc dù estrogen hiếm khi được sử dụng trong điều trị ung thư vú ngày nay và estrogen tổng hợp như diethylstilbestrol và ethinylestradiol đã được sử dụng phổ biến nhất, bản thân estradiol cũng đã được sử dụng trong điều trị ung thư vú. Nó đã được sử dụng bằng đường uống với liều rất cao (30   mg/ngày) trong điều trị ung thư vú ngây thơ trị liệu và uống với liều thấp (2 đến 6   mg/ngày) trong điều trị ung thư vú ở những phụ nữ trước đây được điều trị và được hưởng lợi từ việc kháng thuốc với chất ức chế aromatase. Polyestradiol phosphate cũng được sử dụng để điều trị ung thư vú.

### Công dụng khác

#### Vô sinh
Estrogen có thể được sử dụng trong điều trị vô sinh ở phụ nữ khi có nhu cầu phát triển chất nhầy cổ tử cung thân thiện với tinh trùng hoặc niêm mạc tử cung thích hợp.
Nó cũng thường được sử dụng trong quá trình thụ tinh trong ống nghiệm (IVF). Estrogen giúp duy trì niêm mạc tử cung nội mạc tử cung và giúp chuẩn bị mang thai. Nghiên cứu cho thấy tỷ lệ mang thai cao hơn nếu người mẹ dùng estrogen ngoài progesterone. Estradiol là dạng estrogen chiếm ưu thế trong những năm sinh sản và được kê toa phổ biến nhất.

#### Ức chế cho con bú
Estrogen có thể được sử dụng để ức chế và ngừng cho con bú và căng vú ở phụ nữ sau sinh không muốn cho con bú. Họ làm điều này bằng cách giảm trực tiếp độ nhạy cảm của phế nang của tuyến vú với hormone prolactin.

#### Vóc dáng cao
Estrogen đã được sử dụng để hạn chế chiều cao cuối cùng ở những cô gái vị thành niên có vóc dáng cao. Họ làm điều này bằng cách gây ra sự đóng cửa biểu mô và ức chế sản xuất gan do hormone tăng trưởng và bằng cách tăng mức lưu hành của yếu tố tăng trưởng giống như insulin-1 (IGF-1), một loại hormone khiến cơ thể tăng trưởng và tăng kích thước. Mặc dù ethinylestradiol và estrogen liên hợp chủ yếu được sử dụng cho mục đích này, estradiol cũng có thể được sử dụng.

#### Nâng vú
Estrogen có liên quan đến sự phát triển vú và estradiol có thể được sử dụng như một hình thức nâng ngực nội tiết tố để tăng kích thước của ngực. Cả đơn trị liệu bằng polyestradiol phosphate và pseudopregnancy với sự kết hợp của estradiol tiêm bắp liều cao và hydroxyprogesterone caproate đã được đánh giá cho mục đích này trong các nghiên cứu lâm sàng. Tuy nhiên, mở rộng vú cấp tính hoặc tạm thời là tác dụng phụ nổi tiếng của estrogen và tăng kích thước vú có xu hướng thoái lui sau khi ngừng điều trị. Ngoài những người không có sự phát triển vú được thiết lập trước đó, bằng chứng còn thiếu cho sự gia tăng bền vững về kích thước vú với estrogen.

#### Tâm thần phân liệt
Estradiol đã được tìm thấy là có hiệu quả trong điều trị bổ trợ của tâm thần phân liệt ở phụ nữ. Nó đã được tìm thấy để làm giảm đáng kể các triệu chứng tích cực, tiêu cực và nhận thức, với lợi ích đặc biệt về các triệu chứng tích cực. Các estrogen khác, cũng như các bộ điều biến thụ thể estrogen chọn lọc (SERMs) như raloxifene, đã được tìm thấy có hiệu quả trong điều trị bổ trợ bệnh tâm thần phân liệt ở phụ nữ tương tự. Estrogen có thể hữu ích trong việc điều trị tâm thần phân liệt ở nam giới là tốt, nhưng việc sử dụng chúng trong quần thể này bị hạn chế bởi tác dụng phụ nữ hóa. SERMs, có ít hoặc không có tác dụng phụ nữ tính, đã được tìm thấy là có hiệu quả trong điều trị bổ trợ bệnh tâm thần phân liệt ở nam giới tương tự như ở phụ nữ và có thể hữu ích hơn estrogen ở giới tính này.

#### Sự lệch lạc tình dục
Estradiol đã được sử dụng ở liều cao trong điều trị lệch lạc tình dục, chẳng hạn như paraphilias, ở nam giới. Nó đặc biệt đã được sử dụng cho chỉ định này dưới dạng cấy ghép viên dưới da của estradiol và tiêm bắp của estradiol undecylate.

### Các hình thức có sẵn
Estradiol có sẵn trong một loạt các công thức khác nhau, bao gồm các chế phẩm uống, nội sọ, xuyên da/tại chỗ, âm đạo, tiêm, và cấy ghép. Một ester có thể được gắn vào một hoặc cả hai nhóm hydroxyl của estradiol để cải thiện sinh khả dụng đường uống và/hoặc thời gian tác dụng với thuốc tiêm. Sửa đổi như vậy làm phát sinh hình thức như estradiol axetat (bằng miệng và âm đạo), estradiol valerate (tiêm và bằng miệng), estradiol cypionate (tiêm), estradiol benzoate (tiêm), estradiol undecylate (tiêm), và polyestradiol phosphate (tiêm; một polyme ester của estradiol), đó là tất cả các tiền chất của estradiol.

## Chống chỉ định
Estrogen như estradiol có một số chống chỉ định. Estradiol nên tránh khi có không được chẩn đoán bất thường chảy máu âm đạo, được biết, nghi ngờ hoặc có tiền sử ung thư vú, điều trị hiện nay đối với bệnh di căn, biết hoặc nghi ngờ estrogen phụ thuộc vào tân, huyết khối tĩnh mạch sâu, thuyên tắc phổi hoặc lịch sử của những điều kiện này, hoạt động hoặc bệnh huyết khối động mạch gần đây như đột quỵ, nhồi máu cơ tim, rối loạn chức năng gan hoặc bệnh. Estradiol không nên dùng cho những người bị mẫn cảm/dị ứng hoặc những người đang mang thai hoặc nghi ngờ có thai.

## Tác dụng phụ
Tác dụng phụ thường gặp của estradiol ở phụ nữ bao gồm đau đầu, đau hoặc đau vú, mở rộng vú, chảy máu âm đạo bất thường hoặc đốm, chuột rút bụng, đầy hơi, giữ nước và buồn nôn.  Các tác dụng phụ khác có thể có của estrogen có thể bao gồm huyết áp cao, lượng đường trong máu cao, u xơ tử cung, nám, nhiễm nấm âm đạo và các vấn đề về gan. Ở nam giới, estrogen có thể gây đau hoặc đau vú, gynecomastia (phát triển vú nam), nữ tính hóa, mất chất, rối loạn chức năng tình dục (giảm ham muốn tình dục và rối loạn cương dương), suy sinh dục, teo tinh hoàn và vô sinh.

### Ảnh hưởng lâu dài
Các tác dụng phụ nghiêm trọng có thể có của estrogen liên quan đến trị liệu dài hạn có thể bao gồm ung thư vú, ung thư tử cung, đột quỵ, đau tim, đông máu, mất trí nhớ, bệnh túi mật và ung thư buồng trứng. Dấu hiệu cảnh báo của các tác dụng phụ nghiêm trọng này bao gồm cục u vú, chảy máu âm đạo bất thường, chóng mặt, ngất xỉu, thay đổi lời nói, đau đầu dữ dội, đau ngực, khó thở, đau chân, thay đổi thị lực và nôn mửa.
Do các rủi ro về sức khỏe được quan sát với sự kết hợp giữa estrogen liên hợp và medroxyprogesterone axetat trong các nghiên cứu Sáng kiến Sức khỏe Phụ nữ (WHI) (xem bên dưới), nên sử dụng nhãn hiệu của Cục Quản lý Thực phẩm và Dược phẩm Hoa Kỳ (FDA) cho Estrace (estradiol). trong liệu pháp hormon mãn kinh chỉ trong thời gian ngắn nhất có thể và ở liều thấp nhất có hiệu quả. Mặc dù FDA tuyên bố rằng những rủi ro này có thể khái quát hóa thành estradiol (một mình hoặc kết hợp với progesterone hoặc progestin), nhưng không nên sử dụng dữ liệu có thể so sánh được, nhưng các rủi ro nên được coi là tương tự nhau. Khi được sử dụng để điều trị các triệu chứng mãn kinh, FDA khuyến cáo rằng nên ngừng sử dụng estradiol sau mỗi ba đến sáu tháng thông qua việc giảm liều dần dần.
Mặc dù có khuyến nghị của FDA, tuy nhiên, có vẻ như sự kết hợp giữa estradiol qua da sinh học hoặc âm đạo và progesterone đường uống hoặc âm đạo là một hình thức trị liệu bằng hormone an toàn hơn so với estrogen kết hợp đường uống và medroxyprogesterone acetate và có thể không có nguy cơ sức khỏe tương tự. Ưu điểm có thể bao gồm giảm hoặc không có nguy cơ huyết khối tĩnh mạch, bệnh tim mạch và ung thư vú, trong số những người khác. Bản mẫu:Health risks in the conjugated estrogens and medroxyprogesterone acetate substudy of the Women's Health Initiative

## Quá liều
Estrogen tương đối an toàn khi dùng quá liều. Khi mang thai, nồng độ estradiol tăng lên nồng độ rất cao gấp 100 lần mức bình thường. Vào cuối thai kỳ, cơ thể sản xuất và tiết ra khoảng 100   mg estrogen, bao gồm estradiol, estrone và estriol mỗi ngày. Tác động bất lợi nghiêm trọng chưa được mô tả sau đây cấp quá liều của liều lớn của estrogen- và progestogen -containing thuốc tránh thai bởi trẻ nhỏ. Các triệu chứng của estrogen quá liều có thể bao gồm buồn nôn, nôn, đầy hơi, tăng cân, giữ nước, đau vú, tiết dịch âm đạo, chảy máu âm đạo, chân nặng nề, và chuột rút ở chân. Những tác dụng phụ này có thể được giảm bớt bằng cách giảm liều estrogen.

## Tương tác
Gây cảm ứng của cytochrome P450 enzyme như CYP3A4 như St. John's wort, phenobarbital, carbamazepine và rifampicin làm giảm mức độ lưu hành của estradiol tăng tốc của nó sự trao đổi chất, trong khi chất ức chế enzym cytochrome P450 như CYP3A4 như erythromycin, cimetidin, clarithromycin, ketoconazol, itraconazole, ritonavir và nước bưởi  có thể làm chậm quá trình trao đổi chất của nó dẫn đến tăng nồng độ estradiol trong tuần hoàn. Có một sự tương tác giữa estradiol và rượu sao cho rượu làm tăng đáng kể nồng độ estradiol lưu hành trong khi điều trị bằng estradiol đường uống và cũng làm tăng nồng độ estradiol ở phụ nữ tiền mãn kinh bình thường và với liệu pháp estradiol tiêm. Đây dường như là do sự sụt giảm  dehydrogenase 17β-hydroxysteroid loại 2 trong gan (17β-HSD2) hoạt động và do đó estradiol ngừng hoạt động vào estrone do sự gia tăng rượu trung gian trong tỷ lệ của NADH tới NAD trong gan. Spironolactone có thể làm giảm khả dụng sinh học của estradiol đường uống.

## Dược lý

### Dược lực học
Estradiol là một estrogen, hoặc một chất chủ vận của các thụ thể estrogen (ER), ERα và ERβ. Nó cũng là một chất chủ vận của các thụ thể estrogen màng (mER), bao gồm GPER, Gq-mER, ER-X và ERx. Estradiol có tính chọn lọc cao đối với các ER và mER này, và không tương tác quan trọng với các thụ thể hoóc môn steroid khác. Nó ở dưới dạng estrogen mạnh rất nhiều hơn là  bioidentical estrogen khác như estrone và estriol. Được tiêm dưới da ở chuột, estradiol mạnh hơn estrone khoảng 10 lần và mạnh hơn estriol khoảng 100 lần.
Các ER được thể hiện rộng rãi trên khắp cơ thể, bao gồm ở vú, tử cung, âm đạo, mỡ, da, xương, gan, tuyến yên, vùng dưới đồi và các bộ phận khác của não. Theo đó, estradiol có nhiều tác dụng trên khắp cơ thể. Trong số các tác dụng khác, estradiol tạo ra sự phát triển vú, nữ tính hóa, thay đổi hệ thống sinh sản nữ, thay đổi tổng hợp protein gan và thay đổi chức năng não. Tác dụng của estradiol có thể ảnh hưởng đến sức khỏe theo cả hai cách tích cực và tiêu cực. Ngoài các tác dụng đã nói ở trên, estradiol có tác dụng kháng gonadotropic do hoạt động estrogen của nó, và có thể ức chế sự rụng trứng và ức chế sản xuất hormone sinh dục. Ở liều lượng đủ cao, estradiol là một chất chống kích thích mạnh, có khả năng ức chế nồng độ testosterone vào phạm vi thiến/nữ ở nam giới.
Có sự khác biệt giữa estradiol và estrogen khác, chẳng hạn như estrogen phi bioidentical như tự nhiên estrogen liên hợp và estrogen tổng hợp như ethinylestradiol và diethylstilbestrol, với ý nghĩa đối với dược và dược động cũng như hiệu quả, khả năng dung nạp, và an toàn.

### Dược động học
Estradiol có thể được sử dụng hiện bằng nhiều đường khác nhau. Chúng bao gồm miệng, má, dưới lưỡi, mũi, thẩm thấu qua da (gel, kem, miéng dán), âm đạo (viên nén, kem, vòng, thuốc đạn), trực tràng, bằng cách tiêm bắp hoặc tiêm dưới da  (trong dầu hoặc dung dịch nước), và như là một cấy ghép dưới da. Dược động học của estradiol, bao gồm sinh khả dụng, chuyển hóa, thời gian bán hủy sinh học và các thông số khác, khác nhau theo cách dùng. Tương tự như vậy, hiệu lực của estradiol và tác dụng tại chỗ của nó trong các mô nhất định, quan trọng nhất là gan, cũng khác nhau theo cách dùng. Đặc biệt, đường uống phải chịu tác dụng đầu tiên cao, dẫn đến nồng độ estradiol cao và hậu quả estrogen ở gan và hiệu lực thấp do chuyển hóa qua gan và ruột lần đầu thành các chất chuyển hóa như estrone và estrogen liên hợp. Ngược lại, đây không phải là trường hợp cho các đường tiêm (không qua đường uống), mà bỏ qua ruột và gan.
Các tuyến và liều lượng estradiol khác nhau có thể đạt được mức estradiol lưu hành khác nhau. Đối với mục đích so sánh với hoàn cảnh sinh lý bình thường, nồng độ estradiol trong chu kỳ kinh nguyệt ở phụ nữ tiền mãn kinh là 40   pg/mL trong giai đoạn nang trứng sớm, 250   pg/mL ở giữa chu kỳ và 100   pg/mL trong giai đoạn giữa hoàng thể. Mức độ tích hợp trung bình của estradiol lưu hành ở phụ nữ tiền mãn kinh trong toàn bộ chu kỳ kinh nguyệt đã được báo cáo là trong khoảng 80 và 150   pg/mL, theo một số nguồn.

## Hóa học
Estradiol là một steroid estrane tự nhiên. Nó còn được gọi là 17β-estradiol (để phân biệt với 17α-estradiol) hoặc là estra-1,3,5 (10) -triene-3,17β-diol. Nó có hai nhóm hydroxyl, một ở vị trí C3 và nhóm kia ở vị trí C17β, cũng như ba liên kết đôi trong vòng A (lõi estra-1,3,5 (10) -triene). Do hai nhóm hydroxyl của nó, estradiol thường được viết tắt là E2. Các estrogen liên quan đến cấu trúc, estrone (E1), estriol (E3) và estetrol (E4) có một, ba và bốn nhóm hydroxyl tương ứng.

### Hemihydrat
Một dạng hemihydrate của estradiol, estradiol hemihydrate, được sử dụng rộng rãi về mặt y tế dưới một số lượng lớn các nhãn hiệu tương tự như estradiol. Về mặt hoạt động và tương đương sinh học, estradiol và hemihydrate của nó là giống hệt nhau, với sự chênh lệch chỉ là một sự khác biệt 1% gần đúng trong tiềm năng tính theo trọng lượng (do sự hiện diện của nước phân tử dưới dạng hemihydrate của chất) và tốc độ chậm hơn của phát hành với công thức nhất định của hemihydrate. Điều này là do estradiol hemihydrate ngậm nước hơn estradiol khan và vì lý do này, nó không hòa tan trong nước hơn, dẫn đến tốc độ hấp thu chậm hơn với các công thức cụ thể của thuốc như viên nén âm đạo. Estradiol hemihydrate cũng đã được chứng minh là dẫn đến sự hấp thụ ít hệ thống hơn vì một công thức dạng viên đặt âm đạo so với các công thức estradiol tại chỗ khác như kem bôi âm đạo. Estradiol hemihydrate được sử dụng thay thế estradiol trong một số sản phẩm estradiol.

### Các dẫn xuất
Một loạt các C17β và/hoặc  tiền chất este C3của estradiol, chẳng hạn như estradiol axetat, estradiol benzoate, estradiol cypionate, estradiol dipropionate, estradiol enantate, estradiol undecylate, estradiol valerate và polyestradiol phosphate (một ester estradiol trong polyme theo mẫu), trong số nhiều những người khác, đã được phát triển và giới thiệu cho sử dụng y tế như estrogen. Estramustine phosphate cũng là một ester estradiol, nhưng có một nửa mù tạt nitơ kèm theo, và được sử dụng như một chất chống ung thư tế bào học trong điều trị ung thư tuyến tiền liệt. Cloxestradiol axetat và promestriene là các tiền chất ether của estradiol đã được giới thiệu cho sử dụng y tế như estrogen, mặc dù chúng ít được biết đến và hiếm khi được sử dụng.
Các dẫn xuất tổng hợp của estradiol được sử dụng như estrogen bao gồm ethinylestradiol, ethinylestradiol sulfonate, mestranol, methylestradiol, moxestrol và quinestrol, tất cả đều là dẫn xuất estradiol thay thế 17α. Các dẫn xuất tổng hợp của estradiol được sử dụng trong nghiên cứu khoa học bao gồm 8β-VE2 và 16α-LE2.

## Lịch sử
Estradiol lần đầu tiên được phát hiện và tổng hợp vào năm 1933 thông qua việc giảm estrone. Sau đó, estradiol được phân lập lần đầu tiên vào năm 1935. Ban đầu nó còn được gọi là dihydroxyestrin, dihydrofolliculin hoặc alpha-estradiol. Thuốc được giới thiệu lần đầu tiên cho mục đích y tế, dưới dạng estradiol benzoate, một tiền chất ester của estradiol dùng trong tiêm bắp trong dung dịch dầu, dưới tên thương hiệu Progynon-B vào năm 1933.
Bản thân estradiol không ester hóa cũng được bán trên thị trường từ giữa đến cuối những năm 1930 dưới dạng uống và các công thức khác dưới tên thương hiệu như Progynon-DH, Ovocylin, Gynoestryl và Dimenformon. Do sự hấp thu kém và hiệu lực thấp so với các estrogen khác, estradiol đường uống không được sử dụng rộng rãi vào cuối những năm 1970. Thay vào đó, estrogen như estrogen liên hợp, ethinylestradiol và diethylstilbestrol được sử dụng cho đường uống. Năm 1966, estradiol valat miệng, một tiền chất ester khác của estradiol, được Schering giới thiệu cho sử dụng y tế dưới tên thương hiệu Progynova. Quá trình este hóa estradiol, như trong estradiol valat, đã cải thiện sự ổn định trao đổi chất của nó bằng cách uống.  Năm 1972, micronization của estradiol đã được nghiên cứu và tương tự được tìm thấy để cải thiện sự hấp thụ và hiệu lực của estradiol bằng đường uống. Sau đó, estradiol micronized uống được giới thiệu cho sử dụng y tế tại Hoa Kỳ dưới tên thương hiệu Estrace vào năm 1975. Estradiol uống micronized và estradiol đường uống có sinh khả dụng tương tự và hiện đang được sử dụng rộng rãi trên toàn thế giới.
Sau khi giới thiệu estradiol micronized uống, estradiol micronized âm đạo và nội sọ được đánh giá vào năm 1977.
Gel estradiol xuyên da đầu tiên, một loại gel hydro-Alcoholic được gọi là EstroGel, ban đầu được mô tả vào năm 1980 và được giới thiệu ở châu Âu vào khoảng năm 1981. Gel estradiol xuyên da không có sẵn ở Hoa Kỳ cho đến năm 2004, khi EstroGel được giới thiệu ở đất nước này. Một loại nhũ tương estradiol xuyên da, Estrasorb, đã được bán trên thị trường Hoa Kỳ vào năm 2003. Một trong những báo cáo sớm nhất về miếng dán estradiol xuyên da được xuất bản năm 1983. Estraderm, một miếng vá hồ chứa và miếng vá estradiol xuyên da đầu tiên được bán trên thị trường, được giới thiệu ở châu Âu vào năm 1985 và tại Hoa Kỳ vào năm 1986. Các bản vá estradiol ma trận xuyên da đầu tiên được giới thiệu là Climara và Vivelle trong khoảng thời gian từ 1994 đến 1996, và được theo dõi bởi nhiều người khác.
Estradiol benzoate là ester estrogen đầu tiên được bán trên thị trường. Sau khi được giới thiệu, nó đã được theo sau bởi nhiều este bổ sung, ví dụ estradiol valates và estradiol cypionate tiêm vào những năm 1950. Ethinylestradiol được tổng hợp từ estradiol bởi Inhoffen và Hohlweg vào năm 1938 và được Schering giới thiệu ở Hoa Kỳ dưới tên thương hiệu Est502 vào năm 1943. Nó vẫn được sử dụng rộng rãi trong thuốc tránh thai kết hợp.

## Xã hội và văn hoá

### Tên gốc
Estradiol là tên gốc của estradiol trong tiếng Anh Mỹ và INN, USAN, USP, BAN, DCF và JAN. Estradiolo là tên của estradiol trong tiếng Ý và DCIT  và estradiolum là tên của nó trong tiếng Latin, trong khi tên của nó vẫn không thay đổi là estradiol trong tiếng Tây Ban Nha, Bồ Đào Nha, Pháp và Đức. Oestradiol là BAN cũ của estradiol và tên của nó trong tiếng Anh Anh, nhưng cách đánh vần cuối cùng đã được đổi thành estradiol. Khi estradiol được cung cấp ở dạng hemihydrate, thì INN của nó là estradiol hemihydrate.

### Tên thương hiệu
Estradiol được bán trên thị trường dưới một số lượng lớn các thương hiệu trên toàn thế giới. Ví dụ về các tên thương hiệu lớn mà estradiol đã được bán trên thị trường bao gồm Climara, Climen, Dermestril, Divigel, Estrace, Natifa, Estraderm, Estraderm TTS, Estradot, Estreva, Estrimax, Eopes, Estrofem, Estrofem, Estrofem Imvexxy, Menorest, Oesclim, OestroGel, Sandrena, Systen và Vagifem. Estradiol valerate được bán trên thị trường chủ yếu là Progynova và Progynon-Depot, trong khi nó được bán dưới tên Delestrogen ở Mỹ  Estradiol cypionate được sử dụng chủ yếu ở Mỹ và được bán dưới tên thương hiệu Depo-Estradiol. Estradiol axetat có sẵn dưới dạng Femtrace, Femring và Menoring.
Estradiol cũng có sẵn rộng rãi kết hợp với proestogen. Nó có sẵn kết hợp với norethisterone axetat dưới tên thương hiệu chính là Activelle, Cliane, Estalis, Eviana, Evorel Conti, Evorel Sequi, Kliogest, Novofem, Sequidot và Trisequens; với drospirenone là Angeliq; với dydrogesterone là Femoston, Femoston Conti; và với nomeestrol axetat là Zoely. Estradiol val Cả có sẵn với cyproterone axetat dưới dạng Climen; với dienogest là Climodien và Qlaira; với norgestrel là Cyclo-Progynova và Progyluton; với levonorgestrel là Klimonorm; với medroxyprogesterone axetat là Divina và Indivina; và với norethisterone enantate là Mesigyna và Mesyest. Estradiol cypionate có sẵn với medroxyprogesterone acetate dưới dạng Cyclo-Provera, Cyclofem, Women'sena, Lunelle và Novafem; estradiol enantate với algstone acetophenide là Deladroxate và Topasel; và estradiol benzoate được bán trên thị trường với progesterone là Mestrolar và Nomestrol.
Estradiol valerate cũng có sẵn rộng rãi kết hợp với prasterone enantate (DHEA enantate) dưới tên thương hiệu Gynodian Depot.

### Khả dụng
Estradiol và/hoặc este của nó có sẵn rộng rãi ở các nước trên thế giới với nhiều công thức khác nhau.

#### Hoa Kỳ
Tính đến  tháng 11 năm 2016, estradiol có sẵn ở Hoa Kỳ dưới các hình thức sau:

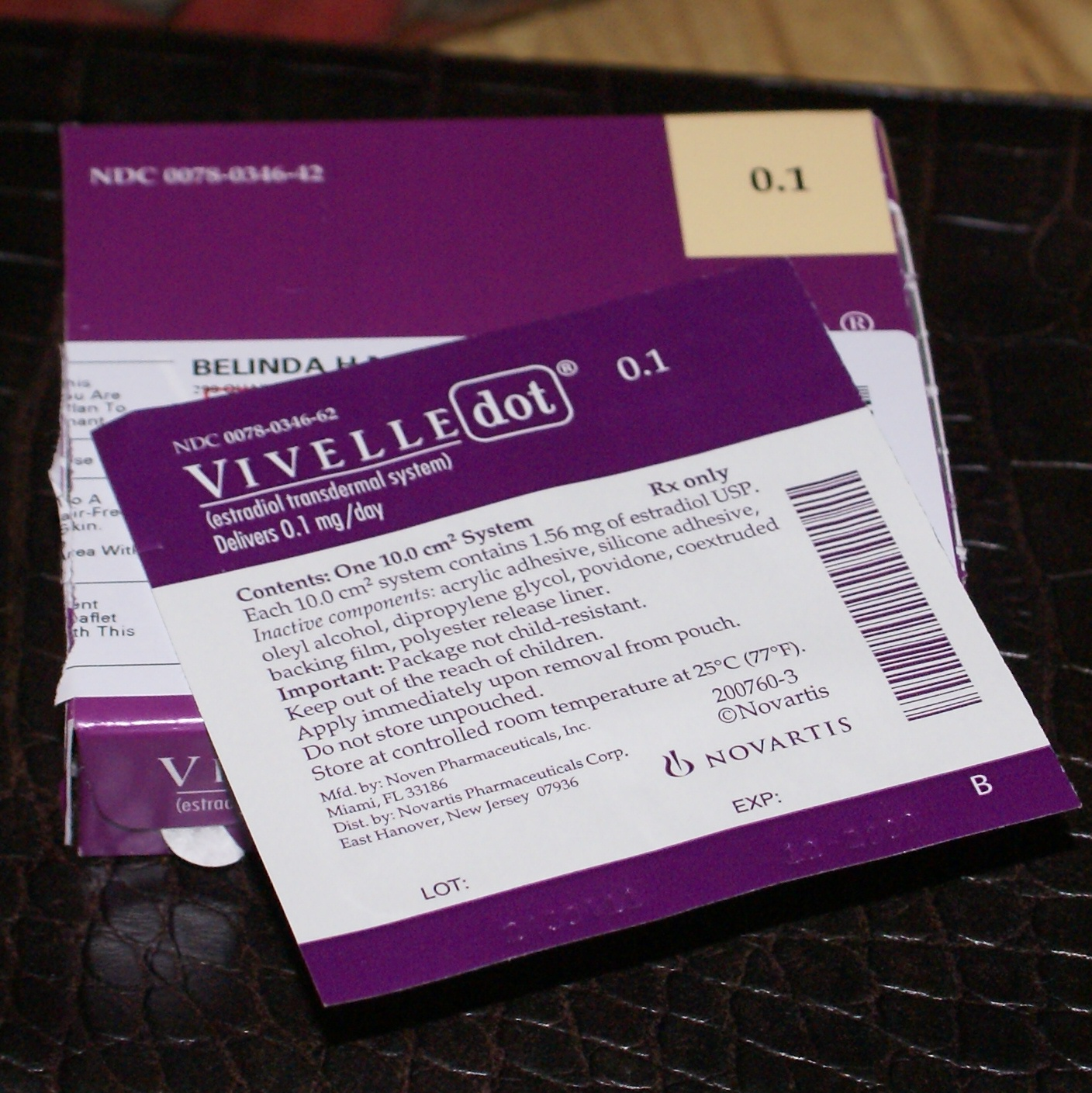
Vivelle-Dot, một miếng vá estradiol.

- Viên uống (Femtrace (dưới dạng estradiol axetat), Gynodiol, Innofem, thuốc generic)
- Miếng dán xuyên da (Alora, Climara, Esclim, Estraderm, FemPatch, Menostar, Minivelle, Vivelle, Vivelle-Dot, generic)
- Gel bôi ngoài da (Divigel, Elestrin, EstroGel, Sandrena), nhũ tương (Estrasorb) và thuốc xịt (Evamist)
- Viên nén âm đạo (Vagifem, thuốc generic), kem (Estrace), chèn (Imvexxy) và nhẫn (Eopes, Femring (dưới dạng estradiol acetate))
- Dung dịch dầu để tiêm bắp (Delestrogen (dưới dạng estradiol valerate), Depo-Estradiol (dưới dạng estradiol cypionate))

Estradiol valat (Progynova) và các este khác của estradiol được sử dụng bằng cách tiêm như estradiol benzoate, estradiol enantate và estradiol undecylate đều không được bán ở Mỹ  Polyestradiol phosphate (Estradurin) còn tồn tại 
Estradiol cũng có sẵn ở Hoa Kỳ kết hợp với proestogen để điều trị các triệu chứng mãn kinh và như một biện pháp tránh thai nội tiết kết hợp:
- Viên nang chứa dầu uống với progesterone (Bijuva) [161][162]
- Viên uống với drospirenone (Angeliq) và norethisterone axetat (Activella, Amabelz) và như estradiol valerate với dienogest (Natazia)
- Miếng dán xuyên da với levonorgestrel (Climara Pro) và norethisterone acetate (Combipatch)

Estradiol và estradiol ester cũng có sẵn trong các chế phẩm tùy chỉnh từ các hiệu thuốc pha chế ở Mỹ  Điều này bao gồm cấy ghép viên dưới da, không có sẵn ở Hoa Kỳ dưới dạng thuốc dược phẩm được FDA chấp thuận. Ngoài ra, các loại kem bôi có chứa estradiol thường quy định như mỹ phẩm chứ không phải là ma túy ở Mỹ và do đó cũng được bán over-the-counter và có thể được mua mà không có một toa trên Internet.

#### Các nước khác
Cấy ghép viên thuốc dưới da estradiol trước đây có sẵn ở Anh và Úc dưới tên thương hiệu Estradiol Implant hoặc Oestradiol Implant (Organon; 25, 50 hoặc 100   mg), nhưng đã bị ngưng. Tuy nhiên, cấy ghép dưới da estradiol với thương hiệu Meno-Implant (Organon; 20   mg) tiếp tục có sẵn ở Hà Lan. Trước đây, ví dụ vào những năm 1970 và 1980, các sản phẩm cấy ghép estradiol dưới da khác như Progynon Pellets (Schering; 25   mg) và viên Estropel (25   mg; Bartor Pharmacol) đã được bán trên thị trường. Người ta đã nói rằng cấy ghép estradiol dược phẩm hầu như chỉ được sử dụng ở Anh. Cấy ghép estradiol dưới da cũng có sẵn như là sản phẩm hỗn hợp tùy chỉnh ở một số quốc gia.

### Sử dụng
Bên cạnh ethinylestradiol được sử dụng trong thuốc tránh thai, estradiol là estrogen được sử dụng nhiều nhất ở Mỹ vào năm 2016, với 13,4  triệu tổng số đơn thuốc. Estrogen được sử dụng nhiều nhất tiếp theo ở Mỹ năm 2016 là estrogen liên hợp, với 4.2 triệu tổng số đơn thuốc.

## Nghiên cứu
Estradiol đã được nghiên cứu trong điều trị trầm cảm sau sinh và rối loạn tâm thần sau sinh.